# Manuel Dávila
Manuel Adrián Dávila Crespo (Tumbes, 8 de septiembre de 1973) es un ex futbolista peruano que jugaba de delantero.

## Trayectoria
Estudió en la IE 006, y por la secundaria en la Inmaculada Concepción, donde defendió la selección de ambos colegios, jugó en José  Gálvez, Víctor Loli y tuvo una notable participación en el Sporting Cristal Tumbes, en un torneo de verano sub-16, ganando etapas distritales, provinciales, regionales y quedando en tercer lugar a nivel nacional en Lima, terminando goleador, y gracias a esto fue reclutado a las divisiones inferiores de Sporting Cristal, dónde llegaría al primer equipo, entrenado por Juan Carlos Oblitas junto a los jugadores Flavio Maestri y Pablo Zegarra. En ese lapso de tiempo participó en el Sudamericano de 1888 realizado en Ecuador y la sub-20 en Venezuela, siendo uno de los goleadores de la selección juvenil en estos torneos.
Profesionalmente jugó en Defensor Lima, Universitario de Deportes en 1994, Sport Boys,  Alcides Vigo, Deportivo Municipal en 1999-00 y 2003-04, Baygon ADET de El Salvador y Árabe Unido de Panamá. En 1994 tuvo su primera experiencia en el extranjero, donde fue fichado por el Monterrey de México a inicios de ese año, convirtiendo dos goles en el torneo. Además vistió las casaquillas de Tecos UAG y Saltillo. En su paso por el futbol mexicano convirtió dieciocho goles.
Después de su retiro, sería asesor de Deportes en la Municipalidad de San Miguel y en 2019 fue asignado como presidente del concejo de deportes de Tumbes por la IPD. 

## Estadísticas

### Clubes
| Club                      | País        | Año       |
| ------------------------- | ----------- | --------- |
| Sporting Cristal          | Perú        | 1991-1992 |
| Defensor Lima             | Perú        | 1993      |
| Monterrey                 | México      | 1994      |
| Universitario de Deportes | Perú        | 1994      |
| Tecos UAG                 | México      | 1995-1996 |
| Saltillo                  | México      | 1996-1997 |
| Sport Boys                | Perú        | 1997      |
| Alcides Vigo              | Perú        | 1998      |
| Deportivo Municipal       | Perú        | 1999      |
| Baygon ADET               | El Salvador | 2000-2001 |
| Árabe Unido               | Panamá      | 2002      |
| Deportivo Municipal       | Perú        | 2003-2004 |

## Palmarés

### Campeonatos nacionales
| Título           | Club             | País | Año  |
| ---------------- | ---------------- | ---- | ---- |
| Primera División | Sporting Cristal | Perú | 1991 |